# Уч-Коргонский аильный округ
Уч-Коргонский аильный округ (аймак) — административная единица в Манасском районе Таласской области Кыргызстана.
Код COATE — 41707 225 845 00 0

## Население
По данным переписи 2022 года, в аильном округе проживало 8 747 человек.

## Административное деление
В состав Уч-Коргонского аильного округа ныне входят населённые пункты:
- Кызыл-Джылдыз
- Ак-Таш
- Джийде
- Кенеш
- Чон-Капка
- Таш-Башат
- Уч-Коргон

## Примечание
1. ↑  Государственный классификатор система обозначений объектов административно-территориальных и территориальных единиц Кыргызской республики. Архивная копия от 18 марта 2018 на Wayback Machine — Бишкек: Национальный статистический комитет Кыргызской республики, 2017.
2. ↑  Численность населения областей, районов, городов, поселков городского типа, айылных аймаков и айылов (сел) Кыргызской Республики Архивная копия от 10 ноября 2021 на Wayback Machine (на 2022 год).